# Temporada de huracanes del Atlántico de 1993
La temporada de huracanes del Atlántico de 1993 fue mortal, aunque inferior a la media, y produjo diez ciclones tropicales, ocho tormentas tropicales, cuatro huracanes y un huracán mayor. Comenzó oficialmente el 1 de junio y finalizó el 30 de noviembre de 1993, fechas que convencionalmente delimitan el período durante el cual se forman la mayoría de los ciclones tropicales en el océano Atlántico. El primer ciclón tropical, la depresión tropical Uno, se formó el 31 de mayo, mientras que la tormenta final, la depresión tropical Diez, se disipó el 30 de septiembre, mucho antes de la fecha promedio de disipación del último ciclón tropical de una temporada; esto representó el final más temprano de la temporada de huracanes en diez años.
El huracán más intenso, Emily, fue de categoría 3 en la escala de huracanes de Saffir-Simpson (EHSS), y pasó cerca de la costa de Carolina del Norte, causando daños menores y algunas muertes antes de adentrarse en el mar. La tormenta con nombre más destructiva de la temporada fue el huracán Gert, un ciclón tropical que devastó varios países de Centroamérica y México. En las zonas de impacto, los daños ascendieron a 170 millones de dólares (USD de 1993) y se reportaron 102 muertes. Los remanentes de Gert llegaron al Océano Pacífico y se clasificaron como depresión tropical Catorce-E. El sistema más mortífero fue la tormenta tropical Bret, que causó 184 muertes, además de causar pérdidas por 25 millones de dólares en su trayectoria general hacia el oeste a través de Trinidad, Venezuela, Colombia y Nicaragua. En el océano Pacífico, los remanentes de Bret se atribuyeron al desarrollo del huracán Greg. Otros tres ciclones tropicales causaron efectos leves a moderados en tierra; fueron la depresión tropical Uno y las tormentas tropicales Arlene y Cindy. Las tormentas de la temporada de huracanes del Atlántico causaron colectivamente 382 muertes y pérdidas por US$322,3 millones.

## Pronósticos

### Pronósticos de pretemporada
El Dr. William M. Gray y sus colaboradores de la Universidad Estatal de Colorado (CSU) y el Centro de Investigación Meteorológica (WRC) publican pronósticos de actividad huracanada antes de cada temporada. Una temporada normal, según la definición de la Administración Nacional Oceánica y Atmosférica (NOAA), consta de 12 tormentas con nombre, de las cuales 6 alcanzan la intensidad de un huracán y 2 se convierten en huracanes mayores. En diciembre de 1992, Gray anticipó una temporada casi promedio con 11 tormentas con nombre, 6 huracanes y 3 huracanes mayores. Otra predicción del 16 de abril de 1993 no tuvo cambios respecto del pronóstico anterior. En junio, Gray revisó el número de huracanes a siete, aunque el pronóstico de tormentas con nombre y huracanes mayores se mantuvo igual. En agosto, el número de huracanes pronosticados se redujo a seis, coincidiendo con los pronósticos de diciembre de 1992 y abril. La única predicción realizada por el WRC fue que habría siete tormentas con nombre y cinco huracanes, aunque no se hizo ningún pronóstico sobre el número de huracanes mayores.

## Resumen de la temporada
La temporada de huracanes del Atlántico comenzó oficialmente el 1 de junio, por lo que la actividad empezó un día antes con el desarrollo de la depresión tropical Uno el 31 de mayo. Fue una temporada por debajo del promedio, en la que se formaron 10 depresiones tropicales. Ocho de ellas alcanzaron la categoría de tormenta tropical y cuatro de ellas, la de huracán. Además, un ciclón tropical alcanzó la categoría de huracán mayor, cifra inferior al promedio de 2,7 por temporada entre 1981 y 2010. La baja cantidad de actividad se atribuye a una cizalladura del viento anormalmente fuerte en la cuenca atlántica. Solo un huracán y tres tormentas tropicales tocaron tierra durante la temporada; la Depresión Tropical Uno y el huracán Emily también impactaron la tierra. Sin embargo, en conjunto, la tormenta causó 382 muertes y daños por valor de 322,3 millones de dólares. La última tormenta de la temporada, la depresión tropical Diez, se volvió extratropical el 30 de septiembre, dos meses antes del final oficial de la temporada el 30 de noviembre.
La ciclogénesis tropical en la temporada de huracanes del Atlántico de 1993 comenzó con el desarrollo de la depresión tropical Uno el 31 de mayo. Sin embargo, en los dos meses siguientes, la actividad fue mínima, con solo una tormenta con nombre, Arlene, en junio. Agosto fue el mes más activo, con cuatro sistemas en desarrollo: las tormentas tropicales Bret, Cindy y Dennis, además del huracán Emily. Septiembre, normalmente el pico climatológico de la temporada de huracanes, solo tuvo tres tormentas con nombre: los huracanes Floyd, Gert y Harvey. El último ciclón tropical del Atlántico, la depresión tropical Diez, se volvió extratropical el 30 de septiembre, dos meses antes del final oficial de la temporada el 30 de noviembre. En general, la actividad de la temporada se reflejó en una calificación de Energía Ciclónica Acumulada (ACE) de 39.

## Ciclones tropicales

### Depresión tropical Uno
Una onda tropical que se desplazaba hacia el oeste se convirtió en la depresión tropical Uno cerca de la Isla de la Juventud el 31 de mayo. Debido a la fuerte cizalladura del viento y su proximidad a tierra, la depresión no logró fortalecerse y azotó el oeste de Cuba más tarde ese mismo día. Emergió al Estrecho de Florida a primera hora del 1 de junio y comenzó a organizarse e intensificarse ligeramente más, pero aun así se mantuvo por debajo de la intensidad de una tormenta tropical. En ese momento, una vaguada de onda corta que se aproximaba aceleró la depresión hacia el noreste a través del oeste de las Bahamas. Posteriormente, el campo de vientos de la depresión comenzó a expandirse y perdió todas sus características tropicales mientras se encontraba al noreste de las Bahamas el 2 de junio.
Las fuertes lluvias en Cuba provocaron inundaciones en el centro y este del país, obligando a la evacuación de 40.000 personas, destruyendo 1.860 viviendas y dañando otras 16.500. Además, los cultivos sufrieron graves daños por las inundaciones, tan solo dos meses después de los importantes daños agrícolas causados por la Tormenta del Siglo en marzo. En total, la depresión dejó siete muertos y otras cinco personas figuraban como desaparecidas. En Haití, las inundaciones provocadas por las bandas exteriores de la tormenta mataron a miles de cabezas de ganado y provocaron 13 muertes. Las fuertes precipitaciones en Florida alcanzaron un máximo de casi 250 mm (10 pulgadas), aunque causaron poco impacto más allá de aliviar la sequía. Se desconoce el impacto, si lo hubiera, en las Bahamas.

### Tormenta tropical Arlene
Una onda tropical se registró en el mar Caribe a partir del 9 de junio y posteriormente atravesó Centroamérica. Finalmente, el sistema entró en el Golfo de México, aunque su desarrollo se vio interrumpido por una cizalladura del viento desfavorable. Tras una mejora en las condiciones, la onda se convirtió en la depresión tropical Dos el 18 de junio. La depresión se fortaleció lentamente a medida que avanzaba hacia el oeste-noroeste y, finalmente, hacia el norte-noroeste a través del oeste del Golfo de México. Para el 19 de junio, la depresión se convirtió en la tormenta tropical Arlene. A las 09:00 UTC del día siguiente, Arlene tocó tierra en Padre Island, Texas, con vientos de 64 km/h (40 mph). La tormenta se debilitó rápidamente tierra adentro y degeneró en una zona de baja presión remanente el 21 de junio.
En El Salvador, las lluvias de la onda tropical precursora provocaron deslizamientos de tierra en todo el país, que a su vez causaron 20 muertes. Las enormes precipitaciones en México causaron inundaciones en los estados de Veracruz, Campeche, Yucatán, San Luis Potosí, Quintana Roo, Nuevo León y Jalisco. Se reportaron cinco muertes y $33 millones en daños en México. Arlene también dejó lluvias torrenciales en Texas, alcanzando un máximo de 388 mm (15,26 pulgadas) en Angleton, mientras que en otras zonas la precipitación se situó principalmente entre 230 y 280 mm (9 y 11 pulgadas). En todo el estado, numerosas carreteras se inundaron y más de 650 viviendas, incluidas 25 casas móviles, sufrieron daños por agua. Las pérdidas agrícolas en el este de Texas incluyen el 20% del melón, el 10% de la sandía y el 18% de los tomates. Se registró una víctima mortal y los daños en Texas alcanzaron los 22 millones de dólares. En total, la tormenta tropical Arlene causó 26 muertes y 55 millones de dólares en pérdidas.

### Tormenta tropical Bret
Una onda tropical que se desplazaba hacia el oeste se convirtió en la depresión tropical Tres mientras se encontraba a unos 1,850 km (1,150 millas) al oeste de Cabo Verde el 4 de agosto. La depresión se intensificó y se convirtió en tormenta tropical Bret al día siguiente. Se intensificó ligeramente y alcanzó vientos de 97 km/h (60 mph), manteniendo esa intensidad hasta cruzar Trinidad el 7 de agosto. Más tarde ese mismo día, Bret tocó tierra cerca de Macuro, Venezuela, antes de reaparecer brevemente en el mar Caribe. Bret volvió a tocar tierra en Venezuela el 8 de agosto y cruzó el norte de Colombia. Se debilitó al pasar por el terreno montañoso y descendió a intensidad de depresión tropical sobre el suroeste del mar Caribe. Bret recuperó fuerza hasta alcanzar los 72 km/h (45 mph) antes de tocar tierra en el sur de Nicaragua el 10 de agosto. Cruzó hacia el océano Pacífico y se disipó, aunque posteriormente se regeneró y se convirtió en el huracán Greg.
En Trinidad, los vientos dejaron a 35.000 personas sin electricidad, mientras que las lluvias causaron daños menores a cultivos y carreteras, con pérdidas que totalizaron unos 909.000 dólares. En Venezuela, las precipitaciones alcanzaron los 340 mm (13,3 pulgadas) en algunas zonas. Como resultado, se reportaron deslizamientos de tierra generalizados, que destruyeron 10.000 viviendas y causaron 173 muertes. Se reportó una víctima mortal en la vecina Colombia. En Nicaragua, la tormenta destruyó 850 casas y dañó otras 1.500. En total, 35.000 personas quedaron sin hogar en ese país. Además, se destruyeron 25 centros médicos, 10 escuelas y 10 iglesias. También se reportaron daños en la infraestructura vial, con el derrumbe de 12 puentes durante el paso de Bret. En Nicaragua hubo 10 fallecidos, 9 de ellos ahogados tras el naufragio de un barco español. En total, la tormenta tropical Bret causó 184 muertos y daños por un valor aproximado de 25 millones de dólares.

### Tormenta tropical Cindy
Una onda tropical entró en el océano Atlántico desde el noroeste de África el 8 de agosto. Atravesó el Atlántico y se organizó en la depresión tropical cuatro el 14 de agosto, mientras se encontraba a 160 km (100 mi) al norte de Barbados. Después de seis horas, la depresión se fortaleció en la tormenta tropical Cindy, mientras cruzaba la isla de Martinica. Debido a una mala estructura en niveles superiores, Cindy apenas se intensificó mientras seguía hacia el oeste-noroeste a través del mar Caribe oriental. No obstante, la tormenta alcanzó su punto máximo con vientos de 72 km/h (45 mph) el 16 de agosto. Sin embargo, la interacción con el terreno de La Española causó que Cindy se debilitara. A finales del 16 de agosto, la tormenta se había reducido a una depresión tropical, aproximadamente al momento de tocar tierra cerca de Barahona, República Dominicana. Cindy se debilitó rápidamente tierra adentro y se disipó a primeras horas del 17 de agosto.
La tormenta descargó lluvias torrenciales en Martinica, alcanzando un máximo de 395 mm (15,55 pulgadas) en Saint-Joseph, en tan solo dos horas. Además, cayeron 70 mm (2,75 pulgadas) en tan solo seis minutos. Como resultado, varios ríos se desbordaron, lo que a su vez provocó inundaciones  generalizadas y deslizamientos de tierra. Varias carreteras fueron arrasadas, numerosos coches fueron arrastrados y al menos 150 casas fueron destruidas, dejando a unas 3.000 personas sin hogar. En total, la tormenta causó dos muertos, 11 heridos y daños por valor de 107 millones de libras esterlinas (19 millones de dólares estadounidenses). En otras Antillas Menores, la tormenta causó un impacto mínimo, limitado a pequeñas cantidades de precipitación, vientos ligeros y erosión menor de las playas, especialmente en Puerto Rico. En República Dominicana, se reportaron inundaciones en calles y ríos menores, que afectaron a cientos de residentes. Además, Cindy dejó dos muertos en el país.

### Huracán Emily
Una onda tropical atravesó Cabo Verde el 17 de agosto. El sistema se desplazó hacia el noroeste y lentamente adquirió un centro de circulación de bajo nivel. A las 18:00 UTC del 22 de agosto, se desarrolló la depresión tropical Cinco mientras se encontraba a varios cientos de millas al este-noreste de las Antillas Menores el 22 de agosto. Inicialmente, se dirigió hacia el noroeste con una intensificación mínima, aunque para el 25 de agosto, la depresión se elevó a la tormenta tropical Emily. Luego, la tormenta se volvió casi estacionaria mientras se encontraba al sureste de Bermudas y se fortaleció constantemente durante ese tiempo. A última hora del 26 de agosto, Emily se convirtió brevemente en huracán, aunque se debilitó de nuevo a tormenta tropical a primera hora del día siguiente. Sin embargo, a última hora del 27 de agosto, Emily volvió a ser un huracán. Luego, la tormenta se desplazó hacia el noroeste y mantuvo la intensidad de categoría 1 hasta convertirse en un huracán de categoría 2 el 31 de agosto. A las 18:00 UTC, Emily se convirtió en un huracán de categoría 3 mientras se encontraba cerca de la costa de Cabo Hatteras. Sin embargo, la tormenta se desvió hacia el mar más tarde el 29 de agosto y se debilitó, cayendo a intensidad de tormenta tropical mientras se encontraba al noreste de Bermudas el 3 de septiembre. Después de girar hacia el sur y luego de regreso al noreste, Emily se debilitó a una depresión tropical el 4 de septiembre. La tormenta perdió todas sus características tropicales el 6 de septiembre, mientras se encontraba a varios cientos de millas al sureste de Terranova.
Las bandas exteriores de Emily azotaron los Outer Banks de Carolina del Norte con fuertes lluvias, mareas altas y vientos fuertes. La combinación de esos efectos dañó 553 viviendas sin posibilidad de reparación. Se formaron sumideros a lo largo de la carretera 12 de Carolina del Norte y los fuertes vientos arrancaron árboles, derribaron cables eléctricos y arrancaron techos. Más al norte, dos pescadores se ahogaron cerca de Nags Head, al igual que un joven de 15 años. También se reportaron lluvias ligeras en Maryland y Delaware. Las pérdidas ascendieron a 45 millones de dólares, y todos los daños se produjeron en Carolina del Norte.

### Tormenta tropical Dennis
Una onda tropical y su zona de baja presión asociada emergieron al Atlántico desde la costa oeste de África el 21 de agosto. Al día siguiente, dos satélites METEOSAT indicaron que el sistema presentaba una rotación ciclónica distintiva y una convección profunda creciente. A las 12:00 UTC del 23 de agosto, se formó la depresión tropical Seis, ubicada a unos 668 km (415 mi) al oeste-suroeste de Brava, Cabo Verde. Inicialmente, un flujo medio débil en las capas profundas provocó que la depresión se desplazara hacia el oeste-noroeste. Se estima que, a las 12:00 UTC del 24 de agosto, la depresión se convirtió en la tormenta tropical Dennis, según imágenes satelitales. A primeras horas del 25 de agosto, Dennis alcanzó su intensidad máxima con vientos de 80 km/h (50 mph) y una presión barométrica mínima de 1000 mbar (30 inHg). Tras alcanzar su intensidad máxima, una vaguada relativamente fuerte en niveles medios y altos provocó que Dennis virara hacia el norte-noroeste el 26 de agosto. Posteriormente, un aumento de la cizalladura vertical del viento y una disminución de la temperatura superficial del mar hicieron que la tormenta comenzara a debilitarse. Finalmente, la circulación en niveles bajos quedó prácticamente sin convección profunda. El 27 de agosto, Dennis se degradó a depresión tropical. Posteriormente, la tormenta viró hacia el oeste-suroeste, mientras se encontraba aproximadamente a medio camino entre las Bermudas y las islas más meridionales de Cabo Verde.

### Huracán Floyd
Una onda tropical cruzó la costa oeste de África el 28 de agosto de 1993. Aunque tenía una circulación de bajo nivel bien definida, el sistema no fue clasificado como un ciclón tropical. Mientras seguía hacia el oeste, la convección profunda disminuyó y era casi inexistente para el 31 de agosto, aunque el patrón de nubes comenzó a desarrollarse de nuevo el 3 de septiembre. Finalmente, el sistema curvó hacia el noroeste y se mantuvo bastante lejos de las Antillas Menores. Debido a que un vuelo de reconocimiento en el sistema indicó una circulación de bajo nivel con convección profunda persistente, se estima que el sistema se convirtió en la depresión tropical Siete a las 12:00 UTC del 7 de septiembre, mientras se encontraba a unas 440 mi (710 km) al norte-noroeste de San Juan, Puerto Rico. Solo seis horas después de convertirse en un ciclón tropical, la depresión se fortaleció en la tormenta tropical Floyd. Inicialmente, la fuerte cizalladura del viento del suroeste evitó una intensificación significativa adicional. La tormenta aceleró hacia el norte-noroeste tras quedar atrapada en rápidas corrientes de aire, mientras Floyd se desplazaba entre una fuerte vaguada y una zona de alta presión subtropical. Más tarde, el 8 de septiembre, la tormenta pasó a unos 370 km (230 mi) al oeste de Bermudas. A primeras horas del 9 de septiembre, se desarrolló convección a lo largo de la circulación de bajo nivel, que antes estaba expuesta. Tras el reporte de una boya con vientos sostenidos de 111 km/h (69 mph) durante dos minutos y la aparición de un ojo en las imágenes satelitales, Floyd se convirtió en huracán a las 18:00 UTC del 9 de septiembre. Mientras aceleraba a casi 84 km/h (52 mph), la tormenta comenzó a perder características tropicales debido al descenso de las temperaturas superficiales del mar y se volvió extratropical a las 18:00 UTC del 10 de septiembre. Los remanentes de Floyd continuaron rápidamente hacia el este y azotaron Bretaña, Francia, con una intensidad equivalente a la de un huracán de categoría 1.
Al pasar al sureste de Terranova, la tormenta produjo precipitaciones ligeras, que alcanzaron un máximo de unos 22 mm (0,86 pulgadas).

### Huracán Gert
Una onda tropical emergió en el océano Atlántico desde la costa oeste de África el 5 de septiembre de 1993. El sistema se organizó lentamente mientras navegaba por el océano Atlántico y gran parte del mar Caribe. Se convirtió en una depresión tropical mientras se encontraba al norte de Panamá el 14 de septiembre. Al día siguiente, la depresión se actualizó a tormenta tropical Gert antes de tocar tierra en Nicaragua. Después de debilitarse a depresión tropical, avanzó hacia Honduras y se reorganizó en tormenta tropical sobre el golfo de Honduras el 17 de septiembre. Gert tocó tierra en Belice al día siguiente y nuevamente se debilitó a depresión mientras se adentraba tierra adentro. Después de cruzar la península de Yucatán, Gert emergió sobre aguas cálidas en la bahía de Campeche y se fortaleció hasta convertirse en un huracán de categoría 2 el 20 de septiembre. Luego, el huracán tocó tierra en la costa del golfo de México cerca de Tuxpan, Veracruz, con vientos de 160 km/h (100 mph). El terreno accidentado alteró rápidamente su estructura y Gert entró al océano Pacífico como depresión tropical desde Nayarit el 21 de septiembre. Cinco días después, la depresión se disipó cerca de Baja California.
Debido a la amplia circulación de vientos de Gert, se produjeron lluvias intensas y generalizadas en Centroamérica. Estas, combinadas con la saturación del suelo causada por la tormenta tropical Bret un mes antes, causaron importantes inundaciones en propiedades y cultivos. Si bien se registraron vientos huracanados al tocar tierra en México, los peores efectos en el país se debieron a inundaciones y deslizamientos de tierra provocados por las lluvias torrenciales. Tras el desbordamiento de varios ríos, profundas inundaciones sumergieron extensas zonas de Veracruz y Tamaulipas y obligaron a cientos de miles de personas a evacuar, incluidas 200.000 sólo en el área de Tampico. Las lluvias más fuertes se registraron más al interior, en la región montañosa de San Luis Potosí, donde se midieron hasta 798 mm de precipitación. Como consecuencia del desastre, las redes de carreteras de los países afectados quedaron gravemente perturbadas y miles de personas se quedaron sin hogar. Se produjeron inundaciones extensas, aunque menos graves, en Costa Rica, El Salvador, Guatemala, Honduras y Nicaragua. En las zonas afectadas, las inundaciones dañaron o destruyeron más de 40.000 edificaciones. La tormenta causó al menos 102 muertes y más de 170 millones de dólares en daños.

### Huracán Harvey
Una onda tropical pasó al sur de Cabo Verde el 12 de septiembre de 1993. Al día siguiente, las imágenes satelitales indicaron un centro de sistema nuboso. El sistema se dirigió hacia el noroeste a través del océano Atlántico con un desarrollo posterior lento. Debido a la interacción con una baja en niveles superiores el 18 de septiembre, el sistema comenzó a organizarse significativamente. Después de que un barco conocido como ELFS reportara vientos de 43 mph (69 km/h), se estima que la depresión tropical Nueve se desarrolló a las 18:00 UTC del 18 de septiembre, mientras se encontraba a unas 400 millas (640 km) al sur-sureste de Bermudas. La depresión se movió inicialmente hacia el norte-noroeste, aunque una vaguada de onda corta que se aproximaba finalmente la hizo moverse hacia el noreste. La convección permaneció desorganizada y la circulación de niveles bajos quedó expuesta el 19 de septiembre. Sin embargo, al día siguiente, la depresión se fortaleció hasta convertirse en la tormenta tropical Harvey. Posteriormente, la tormenta comenzó a intensificarse rápidamente y desarrolló un ojo que apareció en las imágenes satelitales. Mientras aceleraba hacia el noreste, Harvey se convirtió en huracán a las 18:00 UTC del 20 de septiembre. Sin embargo, el descenso de la temperatura superficial del mar provocó que Harvey se debilitara inmediatamente y volviera a ser tormenta tropical, perdiendo también sus características tropicales. A las 18:00 UTC del 21 de septiembre, Harvey se transformó en ciclón extratropical mientras se encontraba bastante al este de Terranova. Seis horas después, los remanentes extratropicales de Harvey fueron absorbidos por una banda frontal.

### Depresión tropical Diez
La depresión tropical Diez se desarrolló a unas 185 millas (298 km) al sureste de Bermudas a las 18:00 UTC del 29 de septiembre. Inicialmente, la convección asociada a la depresión estaba confinada al norte y al este del centro. La depresión fue difícil de rastrear, aunque las observaciones del viento en Bermudas sugirieron que pasó justo al norte de la isla entre las 03:00 y las 07:00 UTC del 30 de septiembre. Aunque no se predijo ninguna intensificación, el Centro Nacional de Huracanes señaló que la interacción con el frente frío que se aproxima podría resultar en un fortalecimiento baroclínico. La depresión no se organizó más y se fusionó con el frente frío a las 00:00 UTC del 1 de octubre.

## Nombres de los ciclones tropicales
La siguiente lista de nombres se utilizó para las tormentas con nombre que se formaron en el Atlántico norte en 1993. Esta fue la misma lista utilizada para la temporada de 1987. Ningún nombre fue retirado después de la temporada, por lo que la lista se utilizó nuevamente para la temporada de 1999.
| - Arlene - Bret - Cindy - Dennis - Emily - Floyd - Gert | - Harvey - Irene (sin usar) - Jose (sin usar) - Katrina (sin usar) - Lenny (sin usar) - Maria (sin usar) - Nate (sin usar) | - Ophelia (sin usar) - Philippe (sin usar) - Rita (sin usar) - Stan (sin usar) - Tammy (sin usar) - Vince (sin usar) - Wilma (sin usar) |

## Estadísticas de temporada
Esta es una tabla de todas los sistemas que se han formado en la temporada de 1993. Incluye su duración, nombres, áreas afectada(s), indicados entre paréntesis, daños y muertes totales. Las muertes entre paréntesis son adicionales e indirectas, pero aún estaban relacionadas con esa tormenta. Los daños y las muertes incluyen totales mientras que la tormenta era extratropical, una onda o un baja, y todas las cifras del daño están en USD 1993.
| DT | TT | 1 | 2 | 3 | 4 | 5 |

| Nombre                  | Fechas activo                  | Categoría de tormenta en intensidad máxima | Vientos máx. (km/h) | Presión min (hPa) | ACE     | Áreas afectadas                        | Áreas afectadas                  | Áreas afectadas                  | Daños (en millones USD) | Muertos |
| Nombre                  | Fechas activo                  | Categoría de tormenta en intensidad máxima | Vientos máx. (km/h) | Presión min (hPa) | ACE     | Lugar                                  | Fecha                            | Vientos (km/h)                   | Daños (en millones USD) | Muertos |
| ----------------------- | ------------------------------ | ------------------------------------------ | ------------------- | ----------------- | ------- | -------------------------------------- | -------------------------------- | -------------------------------- | ----------------------- | ------- |
| Uno                     | 31 de mayo – 2 de junio        | Depresión tropical                         | 55 (35)             | 999               | 0       | Ninguno                                | Ninguno                          | Ninguno                          | Desconocido             | 20      |
| Arlene                  | 18 – 21 de junio               | Tormenta tropical                          | 65 (40)             | 1000              | 0.49    | Isla del Padre, Texas                  | 20 de junio                      | 65 (40)                          | $60.8 millones          | 26      |
| Bret                    | 4 – 11 de agosto               | Tormenta tropical                          | 95 (60)             | 1002              | 3.92    | Macuro, Venezuela                      | 7 de agosto                      | 95 (60)                          | $37.5 millones          | 213     |
| Bret                    | 4 – 11 de agosto               | Tormenta tropical                          | 95 (60)             | 1002              | 3.92    | Pico Cristóbal Colón, Colombia         | 8 de agosto                      | 75 (45)                          | $37.5 millones          | 213     |
| Bret                    | 4 – 11 de agosto               | Tormenta tropical                          | 95 (60)             | 1002              | 3.92    | Reserva Natural Punta Gorda, Nicaragua | 10 de agosto                     | 75 (45)                          | $37.5 millones          | 213     |
| Cindy                   | 14 – 17 de agosto              | Tormenta tropical                          | 75 (45)             | 1007              | 1.14    | Barahona (República Dominicana)        | 17 de agosto                     | 55 (35)                          | $19 millones            | 4       |
| Emily                   | 22 de agosto – 6 de septiembre | Huracán categoría 3                        | 185 (115)           | 960               | 22.1025 | Ninguno                                | Ninguno                          | Ninguno                          | $35 millones            | 3       |
| Dennis                  | 23 – 28 de agosto              | Tormenta tropical                          | 85 (50)             | 1000              | 2.1425  | Ninguno                                | Ninguno                          | Ninguno                          | N/A                     | 0       |
| Floyd                   | 7 – 10 de septiembre           | Huracán categoría 1                        | 120 (75)            | 990               | 3.145   | Ninguno                                | Ninguno                          | Ninguno                          | N/A                     | 0       |
| Gert                    | 14 – 21 de septiembre          | Huracán categoría 2                        | 155 (100)           | 970               | 3.7675  | Bluefields, Nicaragua                  | 15 de septiembre                 | 65 (40)                          | $170 millones           | 116     |
| Gert                    | 14 – 21 de septiembre          | Huracán categoría 2                        | 155 (100)           | 970               | 3.7675  | Península de Yucatán                   | 18 de septiembre                 | 75 (45)                          | $170 millones           | 116     |
| Gert                    | 14 – 21 de septiembre          | Huracán categoría 2                        | 155 (100)           | 970               | 3.7675  | Túxpam de Rodríguez Cano, Veracruz     | 20 de septiembre                 | 155 (100)                        | $170 millones           | 116     |
| Harvey                  | 18 – 21 de septiembre          | Huracán categoría 1                        | 120 (75)            | 990               | 1.9575  | Ninguno                                | Ninguno                          | Ninguno                          | N/A                     | 0       |
| Diez                    | 29 – 30 de septiembre          | Depresión tropical                         | 55 (35)             | 1008              | 0       | Ninguno                                | Ninguno                          | Ninguno                          | N/A                     | 0       |
| Totales de la temporada |                                |                                            |                     |                   |         |                                        |                                  |                                  |                         |         |
| 10 ciclones             | 31 de mayo – 30 de septiembre  |                                            | 185 (115)           | 960               | 38.665  | 4 ciclones que han tocado tierra       | 4 ciclones que han tocado tierra | 4 ciclones que han tocado tierra | $322.3 millones         | 382     |